# Lénina (Otrádnaya, Krasnodar)
Lénina (del ruso: Ленина) es un jútor del raión de Otrádnaya del krai de Krasnodar, en Rusia. Está situado en un área premontañosa y boscosa de las vertientes septentrionales del Cáucaso Norte, en la orilla izquierda del río Urup, 9 km al sureste de Otrádnaya y 220 km al sureste de Krasnodar, la capital del krai. Tenía una población de 203 habitantes en 2010.
Pertenece al municipio Malotenguínskoye.